# Крестовидка гладкая
Крестовидка гладкая (лат. Cruciata laevipes) — вид травянистых растений рода крестовидка (Cruciata) семейства мареновых.

## Распространение
Крестовидка гладкая распространёна в большей части Европы, а также в северной Турции, Иране, на Кавказе, Горном Крыму и в западных Гималаях.

## Описание
Представляет собой многолетнее травянистое растение. Высота 15—70 сантиметров. Цветы жёлтые. Листья длинные и тонкие. Период цветения с апреля по июнь.